# Имбо, Поль
Поль Мари Имбо (фр. Paul Marie Imbault; 19 февраля 1909, Сандийон — 1941) — французский хоккеист на траве, защитник. Участник летних Олимпийских игр 1928 и 1936 годов.

## Биография
Поль Имбо родился 19 февраля 1909 года во французском городе Сандийон.
Играл в хоккей на траве за парижский «Расинг».
Дебютировал в сборной Франции 24 марта 1928 года.
В 1928 году вошёл в состав сборной Франции по хоккею на траве на летних Олимпийских играх в Амстердаме, поделившей 5-6-е места. В матчах не участвовал.
В 1936 году вошёл в состав сборной Франции по хоккею на траве на летних Олимпийских играх в Берлине, занявшей 4-е место. Играл на позиции защитника, провёл 4 матча, мячей не забивал.
Получил степень лиценциата права. Был монахом.
Умер в 1941 году.

## Семья
Отец — Феликс Имбо (1874—1913), врач.
Мать — Элен Бриан (1882—1936).
Брат-близнец — Шарль Имбо (1909—1996), французский хоккеист на траве. В 1936 году участвовал в летних Олимпийских играх в Берлине.